# Ekeborg
Ekeborg is een plaats in de gemeente Höör in het Zweedse landschap Skåne en de provincie Skåne län. De plaats heeft 129 inwoners (2005) en een oppervlakte van 12 hectare. Ekeborg wordt omringd door zowel landbouwgrond als bos. De plaats Höör ligt slechts één kilometer ten noorden van Ekeborg.
Höör · Löberöd (deels) · Sätofta · Tjörnarp · Ormanäs och Stanstorp · Ljungstorp och Jägersbo · Norra Rörum · Snogeröd · Ekeborg · Bokeslund · Gamla Bo ·